# Johnsbrotet
Johnsbrotet (von norwegisch brotet ‚gebrochen‘) ist ein Gletscherbruch an der Prinzessin-Martha-Küste des ostantarktischen Königin-Maud-Lands. Er fließt vom nördlichen Teil des Giæverrückens zum Jelbart-Schelfeis.
Wissenschaftler des Norwegischen Polarinstituts benannten ihn 1962. Der Namensgeber ist nicht überliefert.